# Трудова сільська рада (Новомиколаївський район)
| Трудова сільська рада — колишній орган місцевого самоврядування у Новомиколаївському районі Запорізької області з адміністративним центром у с-щі Трудове. Історична дата утворення: в 1948 році. Сільській раді підпорядковані населені пункти: - с-ще Трудове - с. Голубкове - с. Київське - с. Новоукраїнка - с. Сорочине |

## Склад ради
Рада складається з 15 депутатів та голови.

### Керівний склад ради
| ПІБ                          | Основні відомості                                                                      | Дата обрання | Дата звільнення |
| ---------------------------- | -------------------------------------------------------------------------------------- | ------------ | --------------- |
| Пітько Володимир Тимофійович | Сільський голова, 1952 року народження, освіта, член Комуністичної партії України      | 26.03.2006   | 31.10.2010      |
| Пітько Володимир Тимофійович | Сільський голова, 1952 року народження, освіта вища, член Комуністичної партії України | 31.10.2010   |                 |

Примітка: таблиця складена за даними джерела